# Trtnik
Trtnik – wieś w Słowenii, w gminie Tolmin. W 2018 roku liczyła 18 mieszkańców.